# A12 (Италија)
|
|
|
|
|
|
|
|
|

Ауто-пут А12 (итал. Autostrada A12 или Autostrada del Sole) је ауто-пут у Италији. 